# Entephria pseudocyanata
Entephria pseudocyanata är en fjärilsart som beskrevs av Hans Rebel. Entephria pseudocyanata ingår i släktet Entephria och familjen mätare. Inga underarter finns listade i Catalogue of Life.